# Clastocnemis quadrimaculatus
Clastocnemis quadrimaculatus är en skalbaggsart som beskrevs av Adam Afzelius 1817.
Clastocnemis quadrimaculatus ingår i släktet Clastocnemis och familjen Cetoniidae.

## Underarter
Arten delas in i följande underarter:
- Clastocnemis quadrimaculatus oremansi
- Clastocnemis quadrimaculatus principis